# Sphaerolana interstitialis
Sphaerolana interstitialis é uma espécie de crustáceo da família Cirolanidae.
É endémica do México.